# Bremen 4: Angels in Hell
Bremen 4: Angels in Hell (яп. ブレーメン４ 地獄の中の天使たち Бурэ:мэн ён дзигоку но нака но тэнси-тати) — полнометражный аниме-фильм 1981 года режиссёров Осаму Тэдзуки и Хироси Сасагавы, производства студии Tezuka Productions, снятый по мотивам сказки братьев Гримм «Бременские музыканты». Премьера состоялась 23 августа 1981 на телеканале Nippon Television в рамках ежегодного 24-часового марафона Love Save The Earth.

## Сюжет
Инопланетянка Рондо, которая похожа на лису, прибывает на Землю, чтобы передать послание мира человечеству. Однако она появляется в разгар военного вторжения на землю полковника Карла Престо и оказывается тяжело ранена.
В то же время мальчик по имени Трио встаёт ночью, чтобы накормить кошку по кличке Кода, но когда она убегает и он ищет её, солдаты бомбардируют его деревню вместе с домом, в котором погибает его мама. Среди хаоса и разрушения кошке по кличке Кода удаётся сбежать на спине осла по кличке Аллегро, с которым она заводит дружбу, хотя это означает уйти от своего молодого владельца. Позже к ним присоединяется Ларго, служебный пёс захватчиков, который сыт по горло военными конфликтами; и курица Менуэт, которая работает на кухне во дворце.
Вместе четыре героя обнаруживают, что у них есть музыкальный талант, и решают поискать Трио, знающего песню, которую его мама пела по ночам. В то же время они находят умирающую Рондо, которая предлагает им свои листья, чтобы они могли принять человеческий облик и стать известной как музыкальная группа, пытаясь бороться с захватчиками. Благодаря музыкальным способностям, они становятся знаменитыми.
Во время гастролей Кода встречает Трио, который не узнает её, но вслед за ним она встретилась с Блэк Джеком.
Они узнают, что до захвата власти Карлом Престо Блэк Джек был генералом, но из-за ошибочной атаки мирной деревни он со скандалом покинул пост. При сражении с генералом Блэк Джек видит, что он ненастоящий, и на его месте находится робот.
В конце фильма идёт парад животных, организованный самими же героями.

## В ролях
- Хироя Исимару — Аллегро, осёл
- Кэй Томияма — Ларго, пёс
- Мари Окамото — Кода, кошка
- Наоко Кёода — Менуэт, курица
- Кадзуко Янага — Рондо, лиса
- Тикао Ооцука — генерал Престо
- Косэй Томита — Адажио
- Макио Иноуэ — полковник Карл Престо
- Маскат Сугая — Трио
- Нати Нодзава — Блэк Джек
- Махито Цудзимура — барон Ленто
- Такаси Танигути — лидер
- Томоко Мунаката — мать Трио
- Томомити Нисимура — Дон Дракула